# Lenny Martinez
Lenny Martinez (Cannes, 11 juli 2003) is een Frans wielrenner, die anno 2025 uitkomt voor Bahrain-Victorious.

## Carrière
Martinez komt uit een klassieke wielerfamilie. Zijn oom Yannick, vader Miguel en opa Mariano zijn allen actief geweest als professioneel wielrenner. Zijn opa Mariano behaalde de grootste successen. Hij won onder andere één etappe en het bergklassement in de Ronde van Frankrijk in 1978. Ook in 1980 won hij een etappe in de Ronde van Frankrijk.
Nadat hij in 2022 actief was bij de opleidingsploeg ging hij in 2023 rijden als prof bij Groupama-FDJ. In de Ronde van de Alpen van 2022 liet hij zich voor het eerst zien aan het grote publiek. Hier hielp hij Michael Storer naar de tweede plaats van het eindklassement Martinez, eindigde zelf als derde in het jongeren- en als 14e in het eindklassement. In 2023 werd hij tweede in de zesde etappe van de Ronde van Spanje waarmee hij de rode leiderstrui overnam van Remco Evenepoel. Hij werd zo de jongste drager van de leiderstrui in de Vuelta in de geschiedenis.
In 2024 boekte hij zijn tweede professionele zege in de eerste editie van de Classic Var. Hij kon hier profiteren van de te vroeg juichende Noor Tobias Halland Johannessen. Na zijn tweede profzege won hij hetzelfde jaar nog vier andere eendaagse wedstrijden, waarvan een Italiaanse en drie op Franse bodem. Per 2025 stapte hij over naar Bahrain-Victorious. Zijn eerste etappezege op UCI World Tour-niveau behaalde hij direct in Parijs-Nice. In de vijfde etappe hield hij onder andere landgenoot Clément Champoussin achter zich. Na ook in Catalonië goede resultaten te hebben neergezet reed hij naar een vierde plek in de Waalse Pijl. In de Ronde van Romandië won hij de vierde etappe nadat hij de Portugees João Almeida te snel af was in de sprint. Hij kwam tevens aan de leiding in het algemene klassement. In de laatste etappe, een tijdrit, reed hij de dertiende tijd. Almeida reed een sterkere tijd en won hiermee het eindklassement. Martinez eindigde op de tweede plek, maar won wel de jongerentrui, met een minuut verschil ten opzichte van Remco Evenepoel. Ter voorbereiding op de Ronde van Frankrijk reed Martinez ook Critérium du Dauphiné. In de achtste etappe was hij mee in de vroege vlucht, hij finishte ruim een halve minuut voor Jonas Vingegaard en eindwinnaar Tadej Pogačar. Bij zijn debuut in de Tour maakte hij werk van het bergklassement. Doordat hij in de achttiende etappe te lang bij de auto bleef hangen kreeg hij een straf opgelegd van acht punten in het bergklassement.

## Overwinningen

### Beloften
2021
3e etappe Tour du Valromey
3e etappe Giro della Lunigiana
Eindklassement Giro della Lunigiana
2022
Berg- en jongerenklassement Girobio
Eind- en jongerenklassement Ronde van de Aostavallei
4e en 6e etappe Ronde van de Isard

### Profs
2023
Mont Ventoux Dénivelé Challenge
2024
Classic Var
Jongerenklassement O Gran Camiño
Trofeo Laigueglia
Jongerenklassement Ronde van Catalonië
Classic Grand Besançon Doubs
Ronde van de Doubs
Mercan'Tour Classic Alpes-Maritimes
2025
Jongerenklassement Ronde van de Alpes-Maritimes
5e etappe Parijs-Nice
4e etappe Ronde van Romandië
Jongerenklassement Ronde van Romandië
8e etappe Critérium du Dauphiné

## Resultaten in voornaamste wedstrijden
| Jaar | Ronde van Italië | Ronde van Frankrijk | Ronde van Spanje |
| ---- | ---------------- | ------------------- | ---------------- |
| 2023 |                  |                     | 24e              |
| 2024 |                  | 124e                |                  |
| 2025 |                  | 79e                 |                  |

| Jaar | Ronde van Lombardije | Waalse Pijl | Clásica San Sebastián | Strade Bianche |
| ---- | -------------------- | ----------- | --------------------- | -------------- |
| 2023 | opgave               |             |                       |                |
| 2024 |                      |             | opgave                | 8e             |
| 2025 |                      | 4e          | opgave                |                |

### Resultaten in kleinere rondes
| Jaar | Parijs-Nice | Ronde van Catalonië | Ronde van Romandië | Ronde van Zwitserland | Critérium du Dauphiné | Ronde van Polen |
| ---- | ----------- | ------------------- | ------------------ | --------------------- | --------------------- | --------------- |
| 2023 |             | 12e                 | 28e                |                       | 18e                   | 12e             |
| 2024 |             | 7e                  | 8e                 | 32e                   |                       |                 |
| 2025 | 24e (1)     | 5e                  | ↑ (1)              |                       | 28e (1)               |                 |

## Ploegen
- 2022 –  Equipe continentale Groupama-FDJ
- 2023 –  Groupama-FDJ
- 2024 –  Groupama-FDJ
- 2025 –  Bahrain Victorious

Armirail · Askey · Davy · Démare (tot 31/7) · Gaudu · Geniets · Germani · Grégoire · Konovalovas · Küng · Ladagnous · Le Gac · Lienhard · Madouas · Martinez · Molard · Pacher · Paleni · Penhoët · Pinot · Pithie · Scotson · Stewart · Storer · Thompson · van den Berg · Watson · Welten
Askey · Barthe · Bystrøm · Davy · Gaudu · Geniets · Germani · Grégoire · Gruel (vanaf 1/3) · Konovalovas · Küng · Le Gac · Le Huitouze · Lienhard · Madouas · Martinez · Molard · Pacher · Paleni · Penhoët · Pithie · Rochas · Russo · Sarreau · Thompson · van den Berg · Walls · Watson
Arndt · Bauhaus · Bilbao · Bruttomesso · Buitrago · Buratti · Caruso · Ermakov · Eržen · Eulálio · Govekar · Gradek · Haig · Kepplinger · Martinez · Miholjević · Mohorič · Paasschens · Pasqualon · Pickering · Skerl · Stannard · Stockwell · Tiberi · Træen · Tu · van der Meulen · Van Mechelen · Wright · Zambanini